# الس کلنز
 الس کلنز (انگلیسی: Els Callens؛ زاده ۲۰ اوت ۱۹۷۰) یک تنیس‌باز اهل بلژیک است.